# 紹費爾峰 (斯圖拜阿爾卑斯山脈)

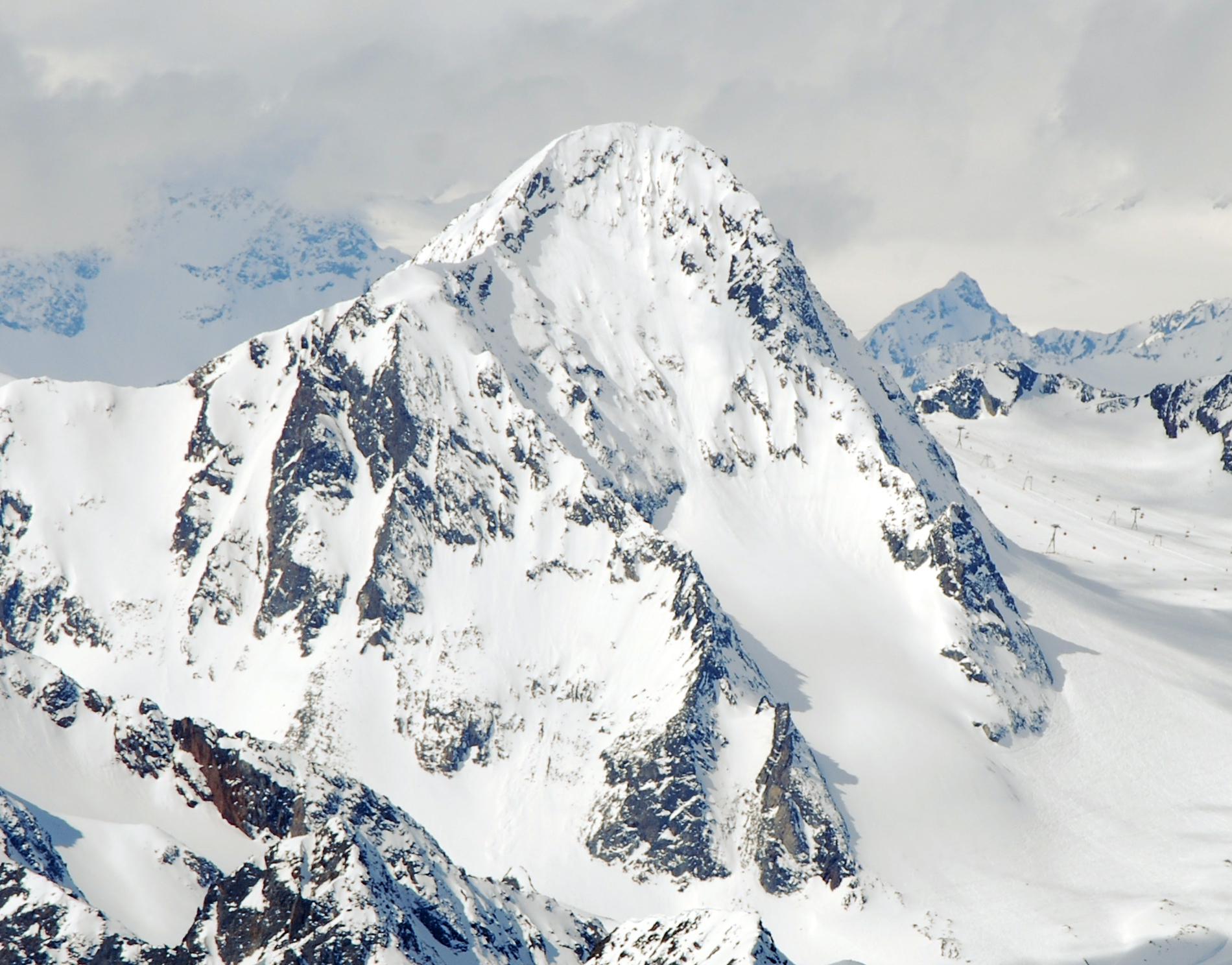

46°58′42″N 11°06′57″E / 46.97833°N 11.11583°E
紹費爾峰（德語：Schaufelspitze），是奧地利的山峰，位於該國西部，由蒂羅爾州負責管轄，屬於斯圖拜阿爾卑斯山脈的一部分，海拔高度3,332米，每年平均降雨量1,426毫米。